# Салім Рубаї Алі
Салім Рубаї Алі (араб. سالم ربيع علي; 1934 — 26 липня 1978) — єменський державний і політичний діяч, другий президент Південного Ємену.

## Життєпис
Народився у селянській родині. Після закінчення середньої школи працював учителем. Зазнав репресій за організацію антиурядових демонстрацій і страйків учнів Аб'яну. Брав активну участь у створенні 1963 року Національного визвольного фронту. Був відповідальним за організацію збройної боротьби проти британських колонізаторів.
З березня 1968 року — член керівництва Національного визвольного фронту. З березня 1972 — член Політбюро ЦК й заступник генерального секретаря ЦК Національного визвольного фронту. У жовтні 1975 року став заступником генерального секретаря Об'єднаної політичної організації Національний фронт НДРЄ. У червні 1969 року очолив Президентську раду Південного Ємену.
Був убитий у липні 1978 року під час військового перевороту.

## Приімтки
1. ↑  https://www.alwattan.net/news/143239
2. ↑  Густерін П. В. Єменська Республіка та її міста. М. 2006, стор. 178